# Coro del Tabernáculo de la Manzana del Templo

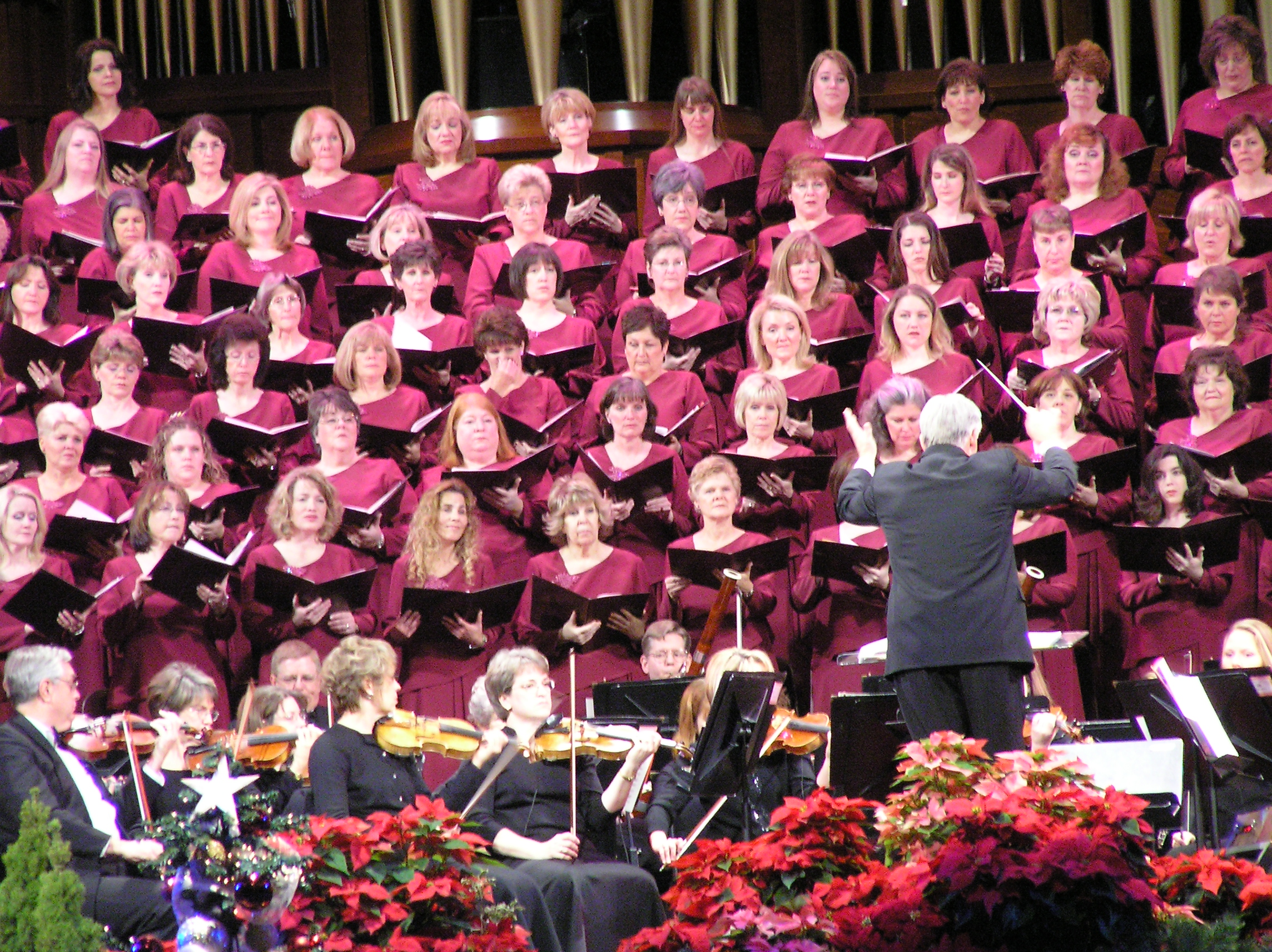
Miembros del Coro del Tabernáculo

El Coro del Tabernáculo de la Manzana de Templo (en inglés, Tabernacle Choir at Temple Square), anteriormente llamado Coro del Tabernáculo (Tabernacle Choir), es el conjunto coral estadounidense formado por miembros de La Iglesia de Jesucristo de los Santos de los Últimos Días. Se fundó en 1847 y su lugar principal de actuación es el Tabernáculo de Salt Lake City, Utah, donde cuentan para su acompañamiento con un órgano de 11 623 tubos. El actual director musical del coro es Mack Wilberg.
En el 2007, ganó un premio Emmy por sus 4000 transmisiones desde 1929 del programa llamado Música y palabras inspiradoras, a través de la radio. El coro ha realizado más de 150 grabaciones, con las que ha ganado cinco discos de oro y dos de platino. Ha actuado en los Juegos Olímpicos de Invierno de 2002 y en numerosos países: casi todos los países europeos y México, Brasil, Canadá, Australia, Israel o Rusia. También ha sido invitado en numerosas tomas de posesión de los presidentes estadounidenses, como la de Donald Trump en 2017.
Su repertorio de himnos religiosos proviene del himnario moderno que fue publicado en 1985 y contiene unos 341 himnos, 26 de los cuales fueron incluidos entre los himnos originales compilados por Emma Smith, esposa del profeta Joseph Smith, en 1836.
Sus miembros no pueden permanecer más de 20 años en este coro, no perciben remuneración alguna. Se considera un honor pertenecer al coro.